# Слобідська сільська рада (Городенківський район)
| Слобідська сільська рада — орган місцевого самоврядування у Городенківському районі Івано-Франківської області з адміністративним центром у с. Слобідка. Історична дата утворення: в 1940 році. 7 червня 1946 року указом Президії Верховної Ради УРСР село Слобідка Пільна Гвіздецького району перейменовано на село Слобідка і Пільно-Слобідську сільську Раду — на Слобідська. Сільській раді підпорядковані населені пункти: - с. Слобідка — населення 740 ос.; площа 11,606 км²; засн. в 1641 році (до 1946 р. — с. Слобідка Пільна). |

## Склад ради
Рада складається з 14 депутатів та голови.

### Керівний склад ради
| ПІБ                              | Основні відомості                                                                               | Дата обрання | Дата звільнення |
| -------------------------------- | ----------------------------------------------------------------------------------------------- | ------------ | --------------- |
| Палій Дмитро Михайлович          | Сільський голова, радянський колаборант, вбитий бійцями УПА в 1947-ому році                     | близько 1947 | близько 1947    |
| ?                                |                                                                                                 |              |                 |
| Симак Василь Михайлович          | Сільський голова                                                                                | 1960-ті      | 1960-ті         |
| Матковський Василь Дмитрович     | Сільський голова                                                                                | 1969         | 1969            |
| Андрейчук Василь Іванович        | Сільський голова                                                                                | 1969-1973    | 1969-1973       |
| Перегінчук Іван Миколайович      | Сільський голова                                                                                | 1969-1973    | 1969-1973       |
| Прокопчук Микола Васильович      | Сільський голова                                                                                | 1969-1973    | 1969-1973       |
| Марусик Петро Васильович         | Сільський голова                                                                                | 1969-1973    | 1969-1973       |
| Марусик Анастасія Василівна      | Сільська голова                                                                                 | 1969-1973    | 1969-1973       |
| Павлюк Гафія Миколаївна          | Сільська голова                                                                                 | 1973 -1 991  | 1973 -1 991     |
| Григорчук Марія Іванівна         | Сільська голова                                                                                 | 1973 -1 991  | 1973 -1 991     |
| Тарновецький Микола Петрович     | Сільський голова                                                                                | 1973 -1 991  | 1973 -1 991     |
| Стецик Микола Федорович          | Сільський голова                                                                                | 1990-ті      | 1990-ті         |
| Тарновецький Мирослав Михайлович | Сільський голова, 1964 року народження, освіта вища, член Народного Руху України, перший термін | ?            | до 2002         |
| Вівчарик Василь Іванович         | Сільський голова                                                                                | 2002         | 6.02.2005       |
| Тарновецький Мирослав Михайлович | Сільський голова, 1964 року народження, освіта вища, член Народного Руху України, другий термін | 26.03.2006   | 31.10.2010      |
| Тарновецький Мирослав Михайлович | Сільський голова, 1964 року народження, освіта вища, безпартійний, третій термін                | 31.10.2010   | ?               |
| Кисилиця Василь Васильович       | Сільський голова                                                                                | ?            | до 2018         |
| Пінкевич Мирослава Михайлівна    | Сільська голова                                                                                 | близько 2018 | Діюча           |

Примітка: таблиця частково складена за даними джерела